# سکریناروو
سکریناروو (به چکی: Skřinářov) یک منطقهٔ مسکونی در جمهوری چک است که در ناحیه ژدار ناد سازاووو واقع شده‌است. سکریناروو ۸٫۹۸ کیلومتر مربع مساحت و ۱۳۹ نفر جمعیت دارد و ۵۶۰ متر بالاتر از سطح دریا واقع شده‌است.